# Kirchenkreis Simmern-Trarbach
Der Kirchenkreis Simmern-Trarbach ist einer der 37 Kirchenkreise in der Evangelischen Kirche im Rheinland (EKiR). Er entstand 1972 durch Fusion der Kirchenkreise Trarbach und Simmern. Zu ihm gehören 23 Kirchengemeinden mit insgesamt 31.236 Gemeindegliedern (Stand 31. Dezember 2021).

## Gebiet des Kirchenkreises
Zum Kirchenkreis gehören vor allem Territorien, an denen die Kurpfalz ehemals Anteile besaß, wie die Vordere und Hintere Grafschaft Sponheim, das Kröver Reich oder das Herzogtum Simmern.
Geographische Mitte des Kirchenkreises und Sitz der Superintendentur ist Kirchberg. Weitere Städte im Kirchenkreis sind Kastellaun, Simmern, Traben-Trarbach und Zell. Die Gemeinden befinden sich im Bereich der Landkreise Bad Kreuznach, Bernkastel-Wittlich, Birkenfeld, Cochem-Zell, Mayen-Koblenz und des Rhein-Hunsrück-Kreises. Die größten Wirtschaftsfaktoren sind der Flughafen Frankfurt-Hahn, der Moseltourismus und einige wenige Industriebetriebe in Rheinböllen und Simmern.

## Prägung

### Konfessionelle Tradition
In einigen Gemeinden des Kirchenkreises ist der Heidelberger Katechismus in lebendigem Gebrauch, und mehrere Gemeinden sind Mitglied des Reformierten Bundes. Insgesamt neun Gemeinden – die Mosel-Gemeinden, Dill, Ober Kostenz und die Gemeinden um Kastellaun herum – haben die lutherischen Katechismen, fünf einen unierten Katechismus und eine Gemeinde hat einen evangelischen Katechismus. Alle Gemeinden geben als Bekenntnisstand den unierten an.

### Kirche im ländlichen Raum
Neben dieser traditionell konfessionellen Ausprägung bestimmt die dörflich-ländliche Situation das Leben in den Kirchengemeinden und im Kirchenkreis. Die ausgeprägte Identifikation der Menschen mit ihren Orten und die Ortsbeständigkeit äußern sich auch in einer stärkeren Teilnahme am kirchlichen Leben, als dies andernorts oft zu beobachten ist. Demgegenüber stehen die oft weiten Arbeitswege, durch die manche kirchliche Angebote zurückgedrängt werden. Dies war bis in die 1970er Jahre durch die weit verbreitete Landwirtschaft spürbar anders, da durch sie nicht selten eine Mehrheit der dörflichen Bevölkerung im Ort lebte und arbeitete. Gleichwohl sind Landwirtschaft und Weinbau bedeutende Faktoren für das Leben im Kirchenkreis.
Dem dörflichen und dezentralen Charakter gemäß wurde bei vielen Kirchengemeinden von Fusionen, die andernorts als notwendige Maßnahme bei kleiner werdenden Gemeinden angesehen werden, lange abgesehen. So sind die meisten Kirchengemeinden, von denen einige weniger als 200 Gemeindeglieder haben und zu denen nur ein Ort gehört, mit anderen pfarramtlich verbunden, es werden also mehrere von ihnen durch eine Pfarrerin oder einen Pfarrer versorgt.

### Bekennende Kirche
Von großer Bedeutung für den Kirchenkreis ist die Geschichte des Dickenschieder Pfarrers Paul Schneider. Er war eingebunden in eine Hunsrücker Pfarrbruderschaft innerhalb der Bekennenden Kirche, der etwa die Hälfte der damaligen Pfarrer des Kirchenkreises Simmern, u. a. Friedrich Langensiepen in Gödenroth, angehörten. Die übrigen Pfarrer waren meist unorganisiert, nur wenige hielten sich zu den Deutschen Christen. Superintendent Gillmann, selbst nicht zur Bekennenden Kirche gehörend, setzte sich mehrfach für Schneider ein.

### Friedensbewegung
Auf der US-Raketenbasis Pydna zwischen Bell und Hasselbach sollten ab 1986 Cruise-Missiles stationiert werden. In der Friedensbewegung, die sich gegen diesen Plan wandte, war die evangelische Kirche in Person ihres damaligen Beller Pfarrers August von Dahl und seiner Frau Jutta von Dahl an führender Stelle vertreten. Eine Dauermahnwache, eine Demonstration mit rund 200.000 Menschen, darunter etwa 10.000 Hunsrücker, am 11. Oktober 1986 und Mahnkreuze auf dem so genannten Friedensacker waren Ereignisse, die die Kirchengemeinden weithin prägten.

### Zuwanderung
Seit etwa 1990 fanden viele Aussiedler aus den Nachfolgestaaten der ehemaligen Sowjetunion Wohnung im Bereich des Kirchenkreises. Ihr Anteil an der evangelischen Bevölkerung liegt bei mehr als einem Viertel. In manchen Orten wie etwa Blankenrath kam es erst so zu einer nennenswerten Ansiedlung von Evangelischen. In anderen Gemeinden wie Sohren änderte sich das Gemeindeprofil deutlich. Über mehrere Jahre hin wurde die Integration durch die Errichtung einer eigenen Pfarrstelle für diesen Personenkreis gefördert.

## Diakonie
Im Kirchenkreis Simmern-Trarbach existiert mit Schmiedel e. V. eine eigenständige diakonische Einrichtung. Andere wie der Martin-Luther-King-Jugendhof, der Kindergarten in Wolf an der Mosel (zu Traben-Trarbach gehörend) und das Pflegeheime in Traben-Trarbach gehören zur Rheinischen Gesellschaft für Innere Mission und Hilfswerk GmbH, Leichlingen, die Pflegeheime in Sohren und Simmern sowie das Evangelische Krankenhaus Simmern sind Einrichtungen der kreuznacher diakonie; die beiden evangelischen Träger haben ihren Sitz außerhalb des Kirchenkreises.
Die meisten diakonischen Angebote – u. a. die Ev. Ehe-, Erziehungs- und Lebensberatung, Schwangerschaftsberatung und die Ausländerarbeit – sind in ein gemeinsames Diakonisches Werk mit den Kirchenkreisen Trier und An Nahe und Glan eingebunden.

## Partnerschaft
Seit 1983 pflegen der Kirchenkreis Simmern-Trarbach und der südwestliche Kirchenkreis der Evangelisch-lutherischen Kirche von Botswana (ELCB) eine Partnerschaft, bei der es zu regelmäßigen Begegnungen kommt.

## Leitung
Die Leitung des Kirchenkreises liegt rheinischem Kirchenrecht gemäß bei der Kreissynode, die in der Regel zwei Mal im Jahr tagt, beim Kreissynodalvorstand und beim Superintendenten.
Die Superintendenten seit Gründung des Kirchenkreises waren:
- 1972–1988 Günther Kempgen, Neuerkirch-Biebern (zuvor seit 1967 bereits Superintendent des Kirchenkreises Simmern)
- 1988–2000 Winfried Oberlinger, Simmern I / Altweidelbach
- 2001–2018 Horst Hörpel, Simmern III / Trinitatisgemeinde
- 2018–2020 Hans-Joachim Hermes, Soonblick
- 2020–0000 Markus Risch, hauptamtlicher Superintendent

## Gemeinden
- Büchenbeuren-Laufersweiler-Gösenroth
- Dichtelbach
- Dickenschied
- Dill
- Enkirch-Starkenburg
- Gemünden-Kellenbach
- Irmenach-Lötzbeuren-Raversbeuren
- Kastellaun
- Kellenbach
- Kirchberg-Kappel
- Neuerkirch-Biebern-Alterkülz
- Ober Kostenz
- Rheinböllen
- Sargenroth-Mengerschied
- Simmern
- Sohren
- Soonblick: Argenthal, Ellern, Mörschbach, Pleizenhausen, Riesweiler, Bergenhausen, Rayerschied, Benzweiler, Wahlbach und Schnorbach[3]
- Traben-Trarbach
- Trinitatisgemeinde: Ohlweiler, Ravengiersburg, Nannhausen, Schönborn und Oppertshausen[4]
- Wolf
- Würrich
- Zehn Türme: Bell-Leideneck-Uhler, Horn-Laubach-Bubach, Roth, Gödenroth-Heyweiler und Riegenroth[5]
- Zell-Bertrich-Blankenrath

## Weblink
- Website des Kirchenkreises Simmern-Trarbach